# Beimbach (Brettach)
Der Beimbach ist ein Bach an und dann größtenteils in der Teilgemarkung Beimbach der Gemeinde Rot am See im Landkreis Schwäbisch Hall im nordöstlichen Baden-Württemberg, der nahe dem Dorf Beimbach nach einem etwa 5 km langen und insgesamt westsüdwestlichen Lauf von links in die untere Brettach mündet.

## Name
Im 14. Jahrhundert hieß der Fluss Beúnbach. Das Bestimmungswort ist Beunde, mit der Bedeutung einer 'dorfnahen, vor dem Weidevieh geschützten Fläche'.

## Geographie

### Verlauf
Der Beimbach entsteht auf etwa 427 m ü. NHN am Nordostrand der Waldinsel Heuchertholz etwa 1,8 km westlich der Ortsmitte von Rot am See und ca. 1,3 km nordöstlich von Lenkerstetten. Auf der am Waldrand verlaufenden Gemarkungsgrenze des zentralen Gemeindeteils läuft der Bach südostwärts. Etwas nachdem der Bach die Waldinsel ganz hinter sich gelassen hat, schwenkt er auf südwestliche Laufrichtung zwischen Äckern durch die Beimbacher Teilgemarkung. Vereinzelt stehen nun Bäume am grabenartigen, recht geraden Lauf, der Bach quert die L 1033 Rot am See–Beimbach, je ein kurzer Seitengraben läuft an einem kleinen Baumdreieck zu und sodann fließt der Bach am Ortsrand des rechts liegenden Weiler Lenkerstetten vorbei.
Kurz vor der Querung der Straße von Lenkerstetten nach Heroldhausen wendet sich der Bachlauf auf nurmehr etwa 400 m ü. NHN an einem weiteren Grabenzulauf von links nach Westen. In der nun etwas tieferen Talmulde stehen nun etwas dichter Bäume am Lauf. Etwas über einen halben Kilometer weiter beginnt nach der Querung der Straße von Heroldhausen nach Beimbach in sich nunmehr stark eintiefender, nach Nordosten drehender Talkerbe der Talwald. In diesem läuft vom Gehöft Werdeck auf dem linken Hügelrücken her ein weiterer Graben zu. Kurz darauf wird der Talgrund lichter und von Osten her läuft zu Füßen des am oberen Hangknicks stehenden Dorfes Beimbach ein Bach aus einer anderen Seitenklinge zu.
Das Tal zieht von da an westwärts und der Beimbach fließt wenige hundert Meter später an der Rotmühle vorbei. Dort tritt der Bach an einem Knie von diesem ins Brettachtal ein und läuft nun, anfangs an einer Kläranlage am linken Ufer vorbei, im alten Bett der Brettach, die etwas weiter talauf in das Hochwasserrückhaltebecken Beimbach einfließt und dann in einem Stollen unter dem Sporn des Talknicks hindurch nach weiter abwärts in ihrem Tal geführt wird. Der Beimbach läuft am Fuß des linken Prallhangs entlang und mündet kann kurz nach der Lauramühle auf 344,5 m ü. NHN von links in die wieder offen in ihrem Tal laufende untere Brettach.
Der Beimbach mündet nach 4,9 km langem Lauf mit mittlerem Sohlgefälle von etwa 17 ‰ etwa 83 Höhenmeter unterhalb seines Ursprungs. Der Bach hat erst auf den letzten knapp zwei Kilometer in seiner Unterlaufwaldklinge beständigen Durchfluss. Seine erwähnten, sämtlich in ihrer natürlichen Geländemulde laufenden, heute grabenartigen Zuflüsse haben alle ebenfalls nur periodischen Durchfluss.

### Einzugsgebiet
Der Beimbach hat ein 7,0 km² großes Einzugsgebiet. Naturräumlich gehört es mit dem größeren Teil zum Unterraum Blaufelden-Gerabronner Ebene der Östlichen Hohenloher Ebene in der Hohenloher und Haller Ebene und nur zu etwa einem Drittel im Südwesten zum jagstnäheren Unterraum Bartenstein-Langenburger Platten der Östlichen Kocher-Jagst-Ebene in den Kocher-Jagst-Ebenen. Der höchste Punkt in der Waldinsel Kupferholz an der Nordostecke erreicht etwa 445 m ü. NHN.
Das Gebiet hat einen nur kleinen Anteil an Wald, bestehend aus Waldinseln auf den Hochebenen rechts und links der Talmulde, einem Randstreifen des Streitwaldes an der südlichen Wasserscheide und Hang- und Talwald am Unterlauf. Die übrige offene, nicht besiedelte Fläche wird fast vollständig von Äckern eingenommen. Ein Randstreifen im Osten gehört zur zentralen Gemeindeteilgemarkung von Rot am See, der weit überwiegende jedoch zur Teilgemarkung von Beimbach und einige kleine Randschnipsel im Süden zur Kleinstadt Kirchberg an der Jagst. Besiedelt davon ist, wenn man den Aussiedlerhof von Rot in den Bildäckern ausnimmt, der auf der nördlichen Wasserscheide steht, nur der Beimbacher Flächenanteil. Dort steht der Weiler Lenkerstetten rechts am Mittellauf, der Weiler Heroldhausen am Beginn der Unterlaufs auf der linken Randhöhe, der Weiler Oberndorf weiter abwärts auf der rechten, das Dorf Beimbach an der rechten oberen Hangkante des untersten Tals, die Wohnplätze Rotmühle und zuletzt Lauramühle rechts am Unterlauf, die letzte schon im Brettachtal, sowie das Gehöft Werdeck südlich von ihr auf der linken Höhe und auf der westlichen Wasserscheide.
Reihum grenzen die Einzugsgebiet der folgenden Nachbargewässer an:
- Im Osten fließt der Seebach zur Brettach aufwärts des Beimbachs in Rot am See;
- im Süden grenzen nacheinander die Einzugsgebiete der fortlaufend tieferen rechten Jagst-Zuflüsse Steinbach, Weckelweiler Klingenbach, des Bachs aus der Finsteren Klinge, der Bachs vom Dornlehle und des Lichsenbach an, die vor der Brettach in die Jagst münden;
- das Gebiet jenseits der westlichen Wasserscheide entwässert zur abwärtigen Brettach;
- das jenseits der nördlichen, nahe an er ebenfalls die nun aufwärtige Brettach verläuft, spendet seinen Abfluss direkt oder über einen bei Kleinbrettheim mündenden Zufluss ebenfalls der Brettach.

### Zuflüsse
Liste der Zuflüsse von der Quelle zur Mündung. Gewässerlänge, Einzugsgebiet und Höhe nach den entsprechenden Layern auf der Onlinekarte der LUBW. Andere Quellen für die Angaben sind vermerkt.
Ursprung des Beimbachs auf etwa 427 m ü. NHN am Nordostrand der Waldinsel Heuchertholz. Der Bach fließt anfangs südostwärts auf der Gemarkungsgrenze Beimbach/Rot am See und wendet sich nach Entfernung vom Wald nach Südwesten in die Beimbacher Gemarkung.
- (Graben), von rechts und Nordwesten auf etwa 414 m ü. NHN gegenüber einem dreieckigen Wäldchen, unter 0,4 km und ca. 0,3 km². Entsteht auf etwa 420 m ü. NHN in einer kleinen Feldhecke an den Rösäckern. Unbeständig.
- (Graben), von links und Osten auf etwa 412 m ü. NHN am Ende des Wäldchens, unter 0,3 km und ca. 0,3 km². Entsteht auf etwa 420 m ü. NHN am Weinertsfeld.
- (Graben), von links und Südsüdosten auf etwa 400 m ü. NHN unterhalb von Lenkerstetten, ca. 0,6 km mit dem längeren Oberlauf und ca. 0,6 km². Entsteht auf etwa 422 m ü. NHN a, Rand der Waldinsel Espenholz zum Klingenfeld. Unbeständig.
Ab diesem Zufluss fließt der Beimbach westwärts.
- Schäfersbach[LUBW 7], von links und Westsüdwesten  auf 391,2 m ü. NHN[LUBW 2] nahe Heroldhausen am Beginn des bewaldeten Untertals, ca. 1,3 km mit dem längeren Oberlauf und ca. 1,2 km². Entsteht auf etwa 426 m ü. NHN am Rand der Waldinsel Schäfersfeld. Längstenteils unbeständig.
Ab diesem Zufluss läuft der Beimbach mehr und mehr nordwestwärts.
- (Graben aus den Birkenäckern), von links und Westsüdwesten auf etwa 375 m ü. NHN im Talwald, ca. 0,7 km und ca. 0,2 km². Entsteht auf etwa 424 m ü. NHN am Ortsausgang von Werdeck in Richtung Heroldhausen. Unbeständig.
- (Klingenbach), von rechts und Osten auf etwa 362 m ü. NHN zu Füßen von Beimbach an der oberen Hangkante, ca. 0,7 km und ca. 0,6 km². Entsteht auf etwa 417 m ü. NHN östlich von Beimbach in den Talgenwiesen. Unbeständig und am Oberlauf auf der Hochebene länger verdolt.
- Passiert in der Talschlinge der Brettach auf unter 450 m ü. NHN die gegenüber der Rotmühle links am Ufer liegenden Becken der Beimbacher Kläranlage, zusammen unter 0,1 ha.[LUBW 8]

Mündung des Beimbachs von links und zuletzt Südosten auf 344,5 m ü. NHN gleich nach der Lauramühle in die untere Brettach. Der Beimbach ist 4,9 km lang und hat ein 7,0 km² großes Einzugsgebiet.

## Geologie
Im weit überwiegenden Teil des Einzugsgebietes steht Lettenkeuper (Erfurt-Formation) an, die tiefste Schicht des Keupers. Am Nordrand im Bereich des Gewanns Lehenfeld sowie am Südwestrand am und im Streitwald ragen Inseln des darüber liegenden Gipskeupers (Grabfeld-Formation) ins Einzugsgebiet. Etwa ab dem Zulauf des Baches aus Richtung Heroldhausen hat sich das Tal stärker eingetieft, dort wechselt der Bach in den Oberen Muschelkalk, in dessen Schichthöhe er auch mündet.
Am Südostrand im Gewann Weinertsfeld hat das Einzugsgebiet Anteil an einer Insel aus pleistozän abgelagertem Lösssediment. Holozäne Schwemmlandbänder liegen in den Seitenmulden sowie entlang dem Bach schon oberhalb des Ursprungs und bis an den Beginn der Muschelkalk-Untertals.
Die zum Austrocknen neigenden Gewässerläufe deuten auf Verkarstung des Muschelkalk unter der Lettenkeuperbedeckung hin. Entsprechend gibt es auch kaum Teiche im Einzugsgebiet.

## Natur und Schutzgebiete
Die spärlich am Oberlauf stehenden Bäume sind meist Erlen oder Eschen oder Traubenkirschen.
Dort und bis zu seiner Westwende unterhalb von Lenkerstetten ist der Beimbach begradigt, wie es der sehr regelmäßige Verlauf nahelegt und ein Vergleich mit älteren Karten beweist. In seiner bewaldeten Unterlaufklinge kann der Durchfluss zunächst auch noch aussetzen, dort ist der Bach drei bis vier Meter breit, hat steinige Sohle und pendelt wenigstens anfangs stark mit Gleit- und Prallhängen. Die letzten sind zum Teil als bis zu drei Meter hohe Felswände ausgebildet. Unter kleinen Felsabsätzen stürzt der Bach in Gumpen. Ab der erneuten Westwendung zu Füßen von Beimbach bis auf die Rotmühle zu ist der Bach in teils offener Talmulde weiterhin naturnah von einem Galeriewald gesäumt, auf Höhe der Kläranlage hat er dann befestigte Ufer.
Südlich von Heroldhausen gibt es im Waldgewann Streitwasen eine alte Lehmgrube, die zeitweise zu einem Tümpel überstaut ist, und im Weichbild von Werdeck liegt ein Kleinteich unter Bäumen an der westlichen Wasserscheide, beide sind als Naturdenkmale ausgewiesen.

## Tourismus
Ein Blau-Strich-Wanderweg des Schwäbischen Albvereins von Blaufelden im Norden zur Burg Leofels im Südwesten quert den Bach an seinem Eintritt ins Brettachtal bei der Rotmühle, ein Radweg von Gerabronn im Westen in Richtung Gaggstatt im Südosten kreuzt die Talmulde am Beginn seiner Unterlauf-Waldklinge.

### LUBW
Amtliche Online-Gewässerkarte mit passendem Ausschnitt und den hier benutzten Layern: Lauf und Einzugsgebiet des Beimbachs

Allgemeiner Einstieg ohne Voreinstellungen und Layer: Daten- und Kartendienst der Landesanstalt für Umwelt Baden-Württemberg (LUBW) (Hinweise)
1. 1 2 3  Höhe nach dem Höhenlinienbild auf dem Hintergrundlayer Topographische Karte.
2. 1 2 3  Höhe nach grauer Beschriftung auf dem Hintergrundlayer Topographische Karte.
3. ↑  Länge nach dem Layer Gewässernetz (AWGN).
4. 1 2  Einzugsgebiet nach dem Layer Basiseinzugsgebiet (AWGN).
5. 1 2  Länge abgemessen auf dem Hintergrundlayer Topographische Karte.
6. ↑  Einzugsgebiet abgemessen auf dem Hintergrundlayer Topographische Karte.
7. ↑  Name Schäfersbach erschlossen aus dem gleichen Namen des Waldgewanns südwestlich von Heroldhausen, dem der kürzere rechte Oberlauf entspringt,  nach dem Layer Liegenschaften und Gewässer
8. ↑  Seefläche abgemessen auf dem Hintergrundlayer Topographische Karte.
9. ↑  Schutzgebiete nach den einschlägigen Layern, Natur teilweise nach dem Layer Geschützte Biotope.

### Andere Belege
1. ↑  Abfluss-BW: Modellierte Abflusswerte an der Mündung
2. ↑  Albrecht Greule: Deutsches Gewässernamenbuch. Walter de Gruyter, Berlin / Boston 2014, ISBN 978-3-11-057891-1, S. 54, „Beimbach“ (Auszug in der Google-Buchsuche).
3. ↑  Wolf-Dieter Sick: Geographische Landesaufnahme: Die naturräumlichen Einheiten auf Blatt 162 Rothenburg o. d. Tauber. Bundesanstalt für Landeskunde, Bad Godesberg 1962. → Online-Karte (PDF; 4,7 MB)
4. ↑  Geologie nach den Layern zu Geologische Karte 1:50.000 auf: Mapserver des Landesamtes für Geologie, Rohstoffe und Bergbau (LGRB) (Hinweise)
5. ↑  Der früher bis zur Westwende unterhalb von Lenkerstetten schlängeligere Lauf ist erkennbar auf:
  - Blatt Kirchberg (Nr. XXXI nach Herausgabeordnung, Nr. 7 nach Blattschnittanordnung) von 1851 (JPG, 5,5 Mbyte) des Topographischen Atlasses des Königreichs Württemberg

bzw. auf:
  - Meßtischblatt 6725 Gerabronn von 1938 in der Deutschen Fotothek